# Altlachberg
Der Altlachberg ist ein schwach ausgeprägter Gipfel südlich des Walchensees. Die teilweise bewaldete höchste Erhebung ist über Forstwege und dann kurz weglos zu erreichen. Der Berg liegt auf dem Gemeindegebiet der Jachenau.